# 乞伏渥头
乞伏渥头（?—?），西秦宗室，陇西鲜卑乞伏司繁的儿子，是西秦国王乞伏归的弟弟。
427年八月，乞伏炽磐派他的叔父、平远将军乞伏渥头等人到北魏朝贡。想借助北魏的力量抵抗夏国和北凉。北魏虽然重创夏国，但垂死的夏国还是灭亡了西秦。